# Țețina (rezervație peisagistică)
Țețina (în ucraineană Цецино, transliterat: Țețîno) este o rezervație peisagistică de importanță națională din regiunea Cernăuți (Ucraina), situată lângă orașul Cernăuți, pe teritoriul raioanelor Cozmeni și Storojineț.
Suprafața ariei protejate constituie 430 de hectare și a fost înființată în anul 1974 prin decizia consiliului regional. Rezervația este situată pe versanții dealului omonim – Țețina (538 m), cel mai înalt punct al dealurilor Cernăuțiului. Rezervația face parte din Parcul regional Cernăuți⁠(uk)[traduceți] și are o semnificație peisagistică și recreativă.

## Floră
Brioflora rezervației cuprinde aproximativ 69 de specii din 50 de genuri și 20 de familii. Pădurile rezervației sunt dominate de păduri virgine de fag cu amestecuri de soc negru, stejar, mai rar arțar, paltin de munte, carpen. Vegetația erbacee este dominată de rogoz pufos, carex sylvatica, pulmonaria obscura, vinarița, leurdă, aposeris foetida, piciorul caprei, salvia, boz, athyrium filix-femina, urzică, deschampsia cespitos, agrostis capillaris, aglică, arrhenatherum elatius, trisetum flavescens, centaurea jacea, lolium pratense, coada șoricelului, etc. În plus, pe teritoriul rezervației peisagistice există grupuri de specii de origine nord-americană, printre care impatiens parviflora. 
Printre speciile enumerate în Cartea Roșie sunt: clocotiș, mătrăgună, maianthemum bifolium, scopolia carniolica, gladiolus imbricatus, brândușă de toamnă, buhai, gymnadenia conopsea, cephalanthera rubra, cephalanthera damasonium, epipactis helleborine, papucul doamnei, neottia nidus-avis.

## Faună
Există 38 de specii de păsări și 14 specii de mamifere.  Lumea animală din rezervație este studiată insuficient și include: căprior, mistreț, jder de pădure, vulpe, nevăstuică, veveriță roșie, hermină, etc.
Printre amfibieni sunt prezenți: triton, triturus cristatus, bombina variegata, brotăcel, broască râioasă brună, pelophylax ridibundus, pelophylax lessonae, pelophylax esculentus, rana temporaria și rana dalmatina.